# Makary (Griniezakis)
Makary, imię świeckie Konstandinos Griniezakis (ur. 15 marca 1973 w Heraklionie) – grecki duchowny Patriarchatu Konstantynopola, od 2019 arcybiskup Australii.

## Życiorys
18 października 1993 przyjął święcenia diakonatu, a 25 czerwca 1997 prezbiteratu. 16 maja 2015 otrzymał chirotonię biskupią jako wikariusz archieparchii tallińskiej (w autonomicznym Estońskim Apostolskim Kościele Prawosławnym), z tytułem biskupa Christupolis.
W czerwcu 2016 r. był w gronie doradców delegacji Patriarchatu Konstantynopolitańskiego na Sobór Wszechprawosławny na Krecie.
9 maja 2019 r. został arcybiskupem Australii.